# Scytodoidea
Scytodoidea es una superfamilia de arañas araneomorfas. Está constituida por cuatro familias de arañas con seis ojos:
- Drymusidae: 1 género, 15 especies
- Periegopidae: 1 género, 2 especies
- Scytodidae: 5 géneros, 228 especies
- Sicariidae: 2 géneros, 124 especies